# Bagodares griseocostaria
Bagodares griseocostaria es una especie de polillas de la familia Geometridae. La especie fue descrita por primera vez por Gottlieb August Wilhelm Herrich-Schäffer habiendo sido descrita en 1870, con distribución en Cuba.